# Chuang Chia-jung
Chuang Chia-jung (Kaohsiung, 10 de gener de 1985) és una extennista professional taiwanesa.
En el seu palmarès hi ha 22 títols de dobles en el circuit WTA, que li van permetre arribar al cinquè lloc del rànquing mundial. Individualment no va guanyar cap títol del circuit WTA, però una desena en el circuit ITF. Va destacar el seu rendiment l'any 2007, en el qual va disputar dues finals de Grand Slam en dobles femenins junt a la seva compatriota Chan Yung-jan.

## Biografia
Filla de Xie Xiu Ling, farmacèutica, i Chuang Wen-Teng. Va començar a jugar a tennis amb set anys junt el seu pare que va fer d'entrenador inicialment.
Coincidint amb l'anunci de la seva retirada, també va anunciar el seu casament via Instagram a finals de 2018.

## Torneigs de Grand Slam

### Dobles femenins: 2 (0−2)
| Resultat  | Núm. | Any  | Torneig          | Parella       | Oponents                     | Marcador         |
| --------- | ---- | ---- | ---------------- | ------------- | ---------------------------- | ---------------- |
| Finalista | 1.   | 2007 | Open d'Austràlia | Chan Yung-jan | Cara Black Liezel Huber      | 4−6, 7−6(4), 1−6 |
| Finalista | 2.   | 2007 | US Open          | Chan Yung-jan | Nathalie Dechy Dinara Safina | 4−6, 2−6         |

## Palmarès

### Dobles femenins: 36 (22−14)
| Abans de 2009                | Després de 2009         |
| ---------------------------- | ----------------------- |
| Grand Slam (0−2)             |                         |
| WTA Tour Championships (0−0) |                         |
| Tier I (1−1)                 | Premier Mandatory (1−0) |
| Tier II (2−1)                | Premier 5 (0−0)         |
| Tier III (3−2)               | Premier (3−2)           |
| Tier IV i V (4−4)            | International (8−2)     |

| Títols per superfície |
| --------------------- |
| Dura (15−12)          |
| Gespa (2−0)           |
| Terra batuda (5−2)    |

| Resultat  | Núm. | Data                   | Torneig                         | Superfície   | Parella             | Oponents                             | Marcador               |
| --------- | ---- | ---------------------- | ------------------------------- | ------------ | ------------------- | ------------------------------------ | ---------------------- |
| Finalista | 1.   | 3 d'octubre de 2004    | Seül, Corea del Sud             | Dura         | Hsieh Su-wei        | Cho Yoon-jeong Jeon Mi-ra            | 3−6, 6−1, 5−7          |
| Guanyador | 1.   | 2 d'octubre de 2005    | Seül                            | Dura         | Chan Yung-jan       | Jill Craybas Natalie Grandin         | 6−2, 6−4               |
| Finalista | 2.   | 1 d'octubre de 2006    | Seül (2)                        | Dura         | Mariana Díaz Oliva  | V. Ruano Pascual Paola Suárez        | 2−6, 3−6               |
| Finalista | 3.   | 8 d'octubre de 2006    | Tòquio, Japó                    | Dura         | Chan Yung-jan       | Vania King Jelena Kostanić Tošić     | 6−7(2), 7−5, 2−6       |
| Finalista | 4.   | 27 de gener de 2007    | Open d'Austràlia, Austràlia     | Dura         | Chan Yung-jan       | Cara Black Liezel Huber              | 4−6, 7−6(4), 1−6       |
| Finalista | 5.   | 11 de febrer de 2007   | Pattaya, Tailàndia              | Dura         | Chan Yung-jan       | Nicole Pratt Mara Santangelo         | 4−6, 6−7(4)            |
| Guanyador | 2.   | 18 de febrer de 2007   | Bangalore, Índia                | Dura         | Chan Yung-jan       | Hsieh Su-wei Alla Kudryavtseva       | 7−6(4), 2−6, [9−11]    |
| Finalista | 6.   | 18 de març de 2007     | Indian Wells, Estats Units      | Dura         | Chan Yung-jan       | Lisa Raymond Samantha Stosur         | 3−6, 5−7               |
| Guanyador | 3.   | 17 de juny de 2007     | Birmingham, Regne Unit          | Gespa        | Chan Yung-jan       | Sun Tiantian Meilen Tu               | 7−6(3), 6−3            |
| Guanyador | 4.   | 23 de juny de 2007     | 's-Hertogenbosch, Països Baixos | Gespa        | Chan Yung-jan       | A. Medina Garrigues V. Ruano Pascual | 7−5, 6−2               |
| Finalista | 7.   | 9 de setembre de 2007  | US Open, Estats Units           | Dura         | Chan Yung-jan       | Nathalie Dechy Dinara Safina         | 4−6, 2−6               |
| Guanyador | 5.   | 23 de setembre de 2007 | Pequín, Xina                    | Dura         | Hsieh Su-wei        | Han Xinyun Xu Yifan                  | 7−6(2), 6−3            |
| Guanyador | 6.   | 30 de setembre de 2007 | Seül (2)                        | Dura         | Hsieh Su-wei        | Eleni Daniïlidu Jasmin Wöhr          | 6−2, 6−2               |
| Finalista | 8.   | 7 d'octubre de 2007    | Tòquio (2)                      | Dura         | Vania King          | Sun Tiantian Yan Zi                  | 6−1, 2−6, [6−10]       |
| Guanyador | 7.   | 10 de febrer de 2008   | Pattaya                         | Dura         | Chan Yung-jan       | Hsieh Su-wei Vania King              | 6−4, 6−3               |
| Finalista | 9.   | 9 de març de 2008      | Bangalore                       | Dura         | Chan Yung-jan       | Peng Shuai Sun Tiantian              | 4−6, 7−5, [9−10]       |
| Guanyador | 8.   | 18 de maig de 2008     | Roma, Itàlia                    | Terra batuda | Chan Yung-jan       | Iveta Benešová Janette Husárová      | 7−6(5), 6−3            |
| Finalista | 10.  | 24 de maig de 2008     | Estrasburg, França              | Terra batuda | Chan Yung-jan       | Yan Zi Tatiana Perebiynis            | 4−6, 7−6(3), [6−10]    |
| Guanyador | 9.   | 27 de juliol de 2008   | Los Angeles, Estats Units       | Dura         | Chan Yung-jan       | Eva Hrdinová Vladimíra Uhlířová      | 2−6, 7−5, [10−4]       |
| Guanyador | 10.  | 28 de setembre de 2008 | Seül (3)                        | Dura         | Hsieh Su-wei        | Vera Dushevina Maria Kirilenko       | 6−3, 6−0               |
| Guanyador | 11.  | 12 d'abril de 2009     | Ponte Vedra Beach, Estats Units | Terra batuda | Sania Mirza         | Květa Peschke Lisa Raymond           | 6−3, 4−6, [10−7]       |
| Guanyador | 12.  | 9 d'agost de 2009      | Los Angeles (2)                 | Dura         | Yan Zi              | Maria Kirilenko Agnieszka Radwańska  | 6−0, 4−6, [10−7]       |
| Guanyador | 13.  | 18 d'octubre de 2009   | Osaka, Japó                     | Dura         | Lisa Raymond        | Chanelle Scheepers Abigail Spears    | 6−2, 6−4               |
| Guanyador | 14.  | 16 de gener de 2010    | Hobart, Austràlia               | Dura         | Květa Peschke       | Chan Yung-jan Monica Niculescu       | 3−6, 6−3, [10−7]       |
| Finalista | 11.  | 11 d'abril de 2010     | Ponte Vedra Beach               | Terra batuda | Peng Shuai          | B. Mattek-Sands Yan Zi               | 4−6, 6−4, [10−8]       |
| Guanyador | 15.  | 9 d'octubre de 2010    | Pequín (2)                      | Dura         | Olga Govortsova     | Gisela Dulko Flavia Pennetta         | 7−6(2), 1−6, [10−7]    |
| Guanyador | 16.  | 21 de maig de 2011     | Estrasburg                      | Terra batuda | Akgul Amanmuradova  | Natalie Grandin Vladimíra Uhlířová   | 6−4, 5−7, [10−2]       |
| Guanyador | 17.  | 27 d'agost de 2011     | New Haven, Estats Units         | Dura         | Olga Govortsova     | Sara Errani Roberta Vinci            | 7−5, 6−2               |
| Finalista | 12.  | 14 de gener de 2012    | Hobart                          | Dura         | Marina Erakovic     | Irina-Camelia Begu Monica Niculescu  | 6−7(4), 7−6(4), [5−10] |
| Guanyador | 18.  | 4 de març de 2012      | Kuala Lumpur, Malàisia          | Dura         | Chang Kai-chen      | Chan Hao-ching Rika Fujiwara         | 7−5, 6−4               |
| Guanyador | 19.  | 5 de maig de 2012      | Estoril, Portugal               | Terra batuda | Zhang Shuai         | Iaroslava Xvédova Galina Voskobóieva | 4−6, 6−1, [11−9]       |
| Guanyador | 20.  | 20 de setembre de 2014 | Canton, Xina                    | Dura         | Liang Chen          | Alizé Cornet Magda Linette           | 2−6, 7−6(3), [10−7]    |
| Guanyador | 21.  | 23 de maig de 2015     | Estrasburg (2)                  | Terra batuda | Liang Chen          | Nadia Kitxenok Zheng Saisai          | 4−6, 6−4, [12−10]      |
| Finalista | 13.  | 29 d'agost de 2015     | New Haven                       | Dura         | Liang Chen          | Julia Görges Lucie Hradecká          | 3−6, 1−6               |
| Guanyador | 22.  | 20 de febrer de 2016   | Dubai, Emirats Àrabs Units      | Dura         | Darija Jurak        | Caroline Garcia Kristina Mladenovic  | 6−4, 6−4               |
| Finalista | 14.  | 27 d'agost de 2016     | New Haven (2)                   | Dura         | Katerina Bondarenko | Sania Mirza Monica Niculescu         | 5−7, 4−6               |

## Trajectòria

### Dobles femenins
| Open d'Austràlia | 3R          | 1R          | F           | 3R | 1R          | 2R          | QF          | 1R | A           | 1R          | 1R          | 1R | 1R | 0 / 12 | 13 – 12 |
| Roland Garros | A           | A           | QF          | QF | 2R          | 1R          | 1R          | 2R | A           | A           | 2R          | 1R | 1R | 0 / 9  | 9 – 9   |
| Wimbledon | A           | A           | 3R          | 1R | 2R          | 2R          | 1R          | 1R | A           | A           | 1R          | 1R | 2R | 0 / 9  | 5 – 9   |
| US Open | 2R          | A           | F           | 1R | 1R          | 2R          | 1R          | QF | A           | A           | 2R          | 1R | 2R | 0 / 10 | 12 – 10 |
| Jocs Olímpics | No celebrat | No celebrat | No celebrat | 2R | No celebrat | No celebrat | No celebrat | QF | No celebrat | No celebrat | No celebrat | A  | NC | 0 / 2  | 3 – 2   |
| WTA Finals | A           | A           | SF          | A  | A           | A           | A           | A  | A           | A           | A           | A  | A  | 0 / 1  | 0 – 1   |
| Rànquing a final d'any | 75          | 87          | 7           | 16 | 28          | 28          | 47          | 39 | –           | 69          | 43          | 49 | 77 |        |         |
| Llegenda: G: Guanyadora; F: Finalista; SF: Semifinalista; QF: Quarts de final; Q: Qualificació; A: Absent; RR: Round Robin; |             |             |             |    |             |             |             |    |             |             |             |    |    |        |         |

### Dobles mixts
| Open d'Austràlia | A  | QF | 2R | QF | QF | A | A | A | A | A  | 0 / 4 | 7 – 4 |
| Roland Garros | QF | 1R | 1R | 1R | 2R | A | A | A | A | 2R | 0 / 6 | 4 – 6 |
| Wimbledon | 3R | QF | 2R | 1R | 1R | A | A | A | A | 2R | 0 / 6 | 5 – 6 |
| US Open | 2R | 1R | 1R | A  | A  | A | A | A | A | A  | 0 / 3 | 1 – 3 |
| Llegenda: G: Guanyadora; F: Finalista; SF: Semifinalista; QF: Quarts de final; Q: Qualificació; A: Absent; RR: Round Robin; |    |    |    |    |    |   |   |   |   |    |       |       |